# Awtroił
Awtroił (ros. Автроил), później Lennuk i  Almirante Guise – rosyjski niszczyciel typu Iziasław z okresu I wojny światowej, później estoński i peruwiański. Budowę okrętu rozpoczęto w 1913 roku, w 1915 roku został zwodowany, jednak do służby w Marynarce Wojennej Imperium Rosyjskiego wszedł dopiero w 1917 roku. Brał aktywny udział w obronie Wysp Moonsundzkich przed niemiecką inwazją, po czym jego marynarze poparli rewolucję październikową. Uniknął przejęcia przez Kaiserliche Marine poprzez ucieczkę z Helsingforsu w trakcie pochodu lodowego. Uczestniczył w operacjach morskich podczas walk z Estonią. W grudniu 1918 roku został przejęty przez Royal Navy i przekazany Estończykom. W Eesti merejõud otrzymał imię „Lennuk”. Podczas estońskiej wojny o niepodległość uczestniczył w licznych desantach i operacjach minowych na wodach Zatoki Fińskiej skierowanych przeciwko bolszewikom. Wziął też udział w operacji przeciwko bałtyckiej Landeswehrze w Rydze. Po wojnie odbył kilka kurtuazyjnych wizyt w zagranicznych portach. W 1933 roku z powodu wysokich kosztów utrzymania został sprzedany Peru. W marynarce peruwiańskiej nosił imię „Almirante Guise”. Nie zdążył wziąć udziału w wojnie kolumbijsko-peruwiańskiej, za to w 1941 roku uczestniczył w walkach przeciwko Ekwadorowi. W czasie II wojny światowej pełnił służbę patrolową. Został wycofany ze służby w 1947 roku, zaś dwa lata później zezłomowany.

## Tło i budowa
Imperium Rosyjskie ucierpiało znacznie w wyniku konfliktu z Japonią, zarówno pod względem prestiżowym, jak i pod względem siły morskiej. Aby nadrobić straty i unowocześnić marynarkę wojenną podjęto próby rozbudowy jej potencjału. Przesądziło o tym ostatecznie uchwalenie Programu Intensyfikacji Budownictwa Okrętowego, przyjętego 6 czerwca?/19 czerwca 1912 roku zdecydowaną większością głosów Dumy Państwowej. Plan zatwierdzony przez Mikołaja II 27 lipca?/9 sierpnia 1912 zakładał budowę 12 krążowników (w tym 4 liniowych), 12 okrętów podwodnych oraz 36 niszczycieli.
Wstępne wymagania co do niszczycieli określono w roku 1907. Jednostki o wyporności do 1000 ton miały być napędzane turbinami parowymi. Miały one zapewnić okrętom możliwość rozwinięcia prędkości 35 węzłów. Duży nacisk kładziono na zachowanie dużej dzielności morskiej, nawet przy wietrze o sile do 8–9 stopni i falowaniu do 6–7 stopni, oraz na uzbrojenie jednostek – miały je stanowić para podwójnych wyrzutni torpedowych oraz dwa działa kalibru 120 mm L/45.
Wszystkie niszczyciele powstałe w wyniku realizacji programu określane są zbiorczo jako typ Nowik od nazwy prototypowego okrętu. W rzeczywistości jednak, należały do sześciu różnych typów. Jeden z nich oparty został na projekcie opracowanym przez francuską firmę Normand. Plany niszczyciela zostały przesłane Głównemu Zarządowi Budownictwa Okrętowego 23 października?/5 listopada 1912 roku, przez Towarzystwo Akcyjne Libawskich Zakładów Stalowych i Odlewniczych. Projekt został zatwierdzony 9 listopada?/22 listopada, zaś 28 grudnia 1912?/10 stycznia 1913 roku podpisano umowę pomiędzy Towarzystwem a Ministerstwem Marynarki Wojennej. Kontrakt zakładał budowę pięciu okrętów, w cenie jednostkowej 2 milionów rubli.
Aby podołać zamówieniu, w kwietniu 1913 roku rozpoczęto przygotowanie nowej stoczni w Rewlu. Jeszcze przed wykończeniem stoczni – 6 sierpnia?/19 sierpnia – rozpoczęto pracę nad czterema niszczycielami, określanymi później jako typ Iziasław. Zgodnie z rozkazem numer 290 wydanym 28 sierpnia?/10 września budowanym niszczycielom przydzielono nazwy „Gromonosiec”, „Awtroił”, „Priamisław” i „Briaczisław”.
Kontrtorpedowiec otrzymał nazwę, która była już wcześniej stosowana dla rosyjskich okrętów, wywodzącą się ze zrusyfikowanej nazwy szwedzkiej fregaty „af Trolle”, która została zdobyta 24 sierpnia 1789 roku podczas pierwszej bitwy pod Rochensalm. Sama nazwa szwedzkiej jednostki wywodzić się miała od nazwiska admirała Henrika af Trolle lub kontradmirała Georga Hermana Trolle.
Oficjalne położenie stępki „Awtroiła” odbyło się 27 października?/9 listopada 1913 roku. Wszystkie urządzenia okrętowe były produkowane przez firmy zewnętrzne. Zakłady Putiłowskie dostarczyły wyrzutnie torped, Stocznia Bałtycka korpusy turbin, zaś Zakłady Iżorskie kotwice i inne mechanizmy. Spośród firm zagranicznych szwajcarski Brown Boveri miał dostarczyć wirniki turbin, inne zamówienia dostały zakłady z Francji, Niemiec i austro-węgierska Škoda. Wybuch I wojny światowej spowodował, iż zamówienia te musiały zostać przejęte przez miejscowych producentów.
Problemem okazał się również niedobór specjalistów od nitowania kadłuba. Z powodu wybuchu wojny część z nich została skierowana do rozbudowy infrastruktury remontowej marynarki. Na wydajność pracy negatywnie wpływały też strajki – pierwszy z nich odbył się już w lipcu 1914 roku. Wodowanie „Awtroiła” odbyło się 31 grudnia 1914?/13 stycznia 1915 roku. Zakończenie budowy okrętu było opóźniane przez brak turbin oraz częste zmiany oczekiwań co do uzbrojenia jednostki.

## Opis konstrukcji

### Kadłub
Źródła podają różne dane dotyczące wyporności „Awtroiła”: standardowa – 1354 ton, normalna – 1757 ton, pełna – 2200 ton lub projektowa – 1350 ton i pełna 1750 ton. Długość maksymalna okrętu wynosiła 107,1 lub 107,5 metra, zaś długość między pionami 105 m. Maksymalna szerokość to 9,53 m, na konstrukcyjnej linii wodnej wynosiła ona 9,4 m. Zanurzenie jednostki na dziobie wynosiło 3 m, zaś na rufie 3,6 m. Przy wyporności 1350 ton zanurzenie nie przekraczało 3 metrów. Okręt podzielony był na przedziały 14 głównymi grodziami wodoszczelnymi. Wręgi rozmieszczone były w odstępach 550 mm. Między 47 a 152 wręgą, pod przedziałami maszynowni i kotłowni, znajdowało się podwójne dno. Przechyły boczne hamowane były przez stabilizatory bierne systemu Frahma. Zarówno w zbiornikach Frahma, jak i w zbiornikach dna podwójnego przechowywany był zapas paliwa.
Na pokładzie znajdowały się cztery małe pomocnicze jednostki pływające, w tym dwie o napędzie motorowym.
Załogę „Awtroiła” stanowiło 180 marynarzy i oficerów.

### Napęd
„Awtroił” napędzany był przez 2 dwuwałowe turbiny Brown-Boveri-Parsons. Znajdowały się one w oddzielnych przedziałach, każda z nich charakteryzowała się mocą 16 350 KM przy ruchu wprzód oraz 11 500 KM w przypadku ruchu wstecz. Niszczyciel posiadał 5 (lub 4) kotłów olejowych typu Normand, każdy z nich w oddzielnym przedziale. Ciśnienie robocze w kotle wynosiło 17 atmosfer, a jego powierzchnia grzewcza 810 m². Spaliny były odprowadzane do jednego z trzech kominów o jednakowej średnicy. Na okręcie w dwóch zbiornikach znajdowało się 26 ton zapasu wody kotłowej. Dodatkowo zmagazynowany był zapas 10 ton wody pitnej. Dwie trójłopatkowe śruby o średnicy 2,54 metra i skoku 2,45 metra obracały się przy pełnej mocy z prędkością 565 obrotów na minutę (400 w przypadku ruchu wstecz). Pozwalało to „Awtroiłowi” na osiąganie prędkości do 32 węzłów. Zapas 570 ton paliwa umożliwiał pokonanie 2400 mil morskich przy prędkości 15 węzłów. Pióro steru miało 7,2 m² powierzchni. Energię elektryczną wytwarzały 2 turbogeneratory o mocy 50 kW każdy oraz 2 agregaty benzynowe o łącznej mocy 15 kW.

### Uzbrojenie

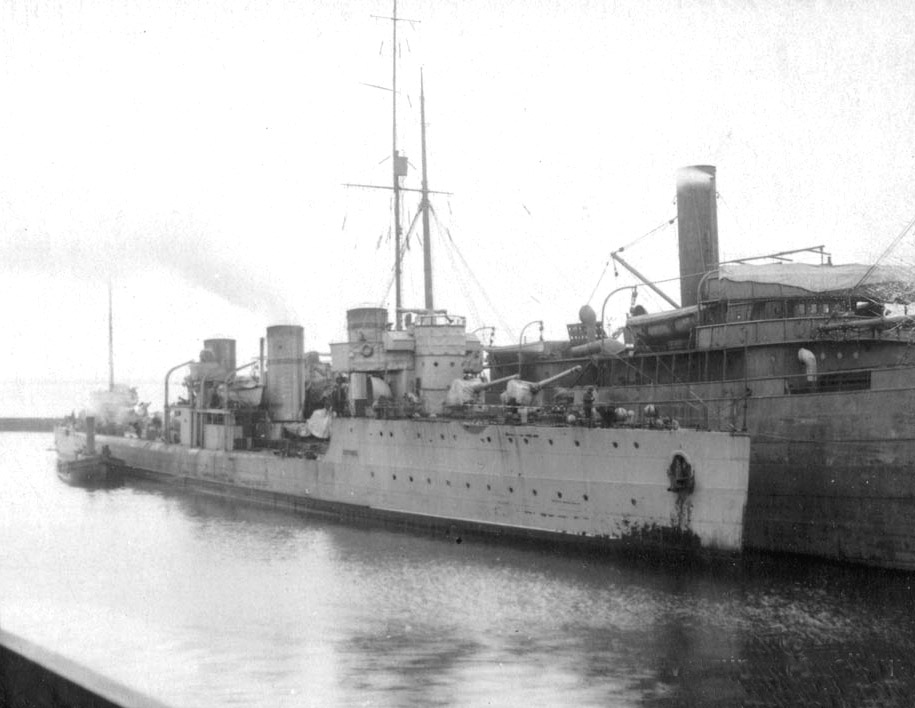
Zdjęcie „Awtroiła”, na pierwszym planie widoczne dwa działa kalibru 102 mm.

Wszystkie Nowiki miały zostać pierwotnie uzbrojone w 12 wyrzutni torpedowych zgrupowanych w cztery potrójne zespoły. Z uwagi na swój większy rozmiar „Awtroił” miał otrzymać jeden dodatkowy zespół. Ze względu na doświadczenia z połowy 1915 roku – starcia „Nowika” z dwoma niszczycielami Kaiserliche Marine – zdecydowano się jednak na ograniczenie liczby wyrzutni do dziewięciu w celu wzmocnienia siły artyleryjskiej okrętu. Wyrzutnia kalibru 450 mm miała elektryczny napęd, a możliwość rozchylenia rur do 7° pozwalała na wykonanie salwy wachlarzowej. Stosowano torpedy Whiteheada kalibru 450 mm, o długości 5550 mm i masie 810 kg (w tym 100 kg przypadało na głowicę bojową). Zasięg torped wynosił 2 kilometry przy prędkości 43 węzłów, 5 km przy prędkości 30 węzłów i 6 km przy prędkości 28 węzłów.
Główne uzbrojenie artyleryjskie okrętu stanowiły armaty morskie kalibru 102 mm Zakładów Obuchowskich (kaliber mierzył dokładnie 4 cale, czyli 101,6 mm). Początkowo „Awtroił” miał być uzbrojony w dwie armaty, jednak ze względu na doświadczenia przy eksploatacji „Nowika” zwiększono ich liczbę do trzech. Wiosną 1917 roku dodano kolejne dwa stanowiska artyleryjskie z takimi armatami. Lufa miała całkowitą długość 6284 mm (61,6 kalibrów), jej gwintowana część mierzyła 5285 mm. Wewnątrz znajdowały 24 gwinty o głębokości 1,016 mm. Zamek klinowy poziomy ważył 50–53 kg. Armata z łożem w wersji montowanej na niszczycielach ważyła 5,7 tony. Masa samej lufy wynosiła 2,2 lub 2,8 tony. Działo chronione było przez tarczę o grubości 38 mm i wadze 290 kilogramów. Lufa mogło być standardowo opuszczana o 6 stopni i podnoszona o 15 stopni, jednak poprzez montowanie łoża na cokole osiągnięto kąty -10° + 30° (przy zastosowaniu cokołu o wysokości 500 mm). W płaszczyźnie poziomej działo mogło obracać się bez ograniczeń. Ruch, zarówno w poziomie, jak i w pionie, odbywał się z maksymalną prędkością 3 stopni na sekundę.
Działo mogło wystrzeliwać następujące pociski:
| Pocisk           | Masa     | Długość      | Uwagi                                |
| ---------------- | -------- | ------------ | ------------------------------------ |
| burzący wz. 1911 | 17,5 kg  | 5 kalibrów   | 2,4 kg materiału wybuchowego         |
| burzący wz. 1915 | 17,5 kg  | 5 kalibrów   | 2,1 kg materiału wybuchowego         |
| szrapnel         | 17,5 kg  | 4,38 kalibra | zapalnik z 22 sekundowym opóźnieniem |
| zapalający       | 17,6 kg  | 4 kalibry    |                                      |
| nurkujący        | 15,8 kg  | 5,05 kalibra | 3,13 kg materiału wybuchowego        |
| oświetlający     | 15,08 kg | 4,7 kalibra  |                                      |
| chemiczny        | ?        | ?            | wypełniony gazem duszącym            |

Stanowisko artyleryjskie obsługiwane było przez 7 osób. Teoretyczna szybkostrzelność wynosiła 15 strzałów na minutę, dobrze wyćwiczony działon osiągnąć mógł 12 strzałów na minutę, zaś praktyczna szybkostrzelność działa wynosiła 10 strzałów na minutę. W przypadku pocisku burzącego wz. 1915 prędkość początkowa wynosiła 823 m/s, zaś donośność przy kącie 30° około 16,1 kilometra. Dla szrapnela i pocisku nurkującego wielkości te wynosiły odpowiednio 11 km przy 768 m/s i 2,2 km przy 208,8 m/s.
W celu zwalczania samolotów wroga na okręcie zamontowano automatyczne działo Vickersa kalibru 40 mm. Lufa o zakresie kątów podnoszenia od -5° do +80° miała długość 39¼ kalibra. Masa działa wynosiła około 230 kg, a cokołu około 410 kg. Pociski podawane taśmowo mogły być wystrzeliwane w tempie 300 na minutę. Ich prędkość początkowa wynosiła 610 m/s, a maksymalna donośność 5300 metrów. Pojedynczy stalowy pocisk ważył 900 gramów, z czego 150 przypadało na materiał wybuchowy. Wyposażony był w zapalnik ustawiony na 8 lub 10 sekund. Działo było obsługiwane przez dwie osoby.
Uzbrojenie okrętu uzupełniały miny morskie wz. 1912. Miny te zawierały po 100 kilogramów trotylu i nadawały się do użycia na akwenach o głębokości nie przekraczającej 130 metrów. Jednostka zabierała ich do 80 sztuk.
Kierowanie ogniem wspierały dwa celowniki wyprodukowane przez Zakłady Obuchowskie. Ważące 62 kilogramy urządzenie pozwalało na obserwację pola o zakresie 8° z pięciokrotnym optycznym powiększeniem. Na mostku dziobowym znajdował się dalmierz wyprodukowany w Wielkiej Brytanii przez firmę Barr and Stroud. W warunkach nocnych wsparciem były dwa reflektory z lustrami o średnicy 60 cm.

## Służba w Rosji

### Pierwsza wojna światowa

#### Rewolucja lutowa
Jeszcze przed włączeniem okrętu do służby rozpoczęła się działalność rewolucyjna wśród załogi „Awtroiła”. Do zakwaterowanych na statku „Diana” marynarzy przychodzili agitatorzy z rewelskiej stoczni, co zaowocowało powstaniem rewolucyjnych komórek w 1916 roku. Echem rewolucji lutowej w Rewlu była demonstracja przeprowadzona 2 marca?/15 marca 1917 roku, w której brali udział również marynarze z niszczyciela. Akcja doprowadziła do zajęcia Grubej Małgorzaty i kilku innych więzień oraz spalenia 7 posterunków policji.

#### Odbiór
Próby odbiorcze „Awtroiła” były przeprowadzane między 18 maja?/31 maja a 29 lipca?/11 sierpnia 1917 roku, jeszcze przed zamontowaniem piątego działa. W ich trakcie okręt osiągnął średnią prędkość 31,7 węzła przy mocy 35 700 KM. Zużycie paliwa wynosiło w ciągu godziny 19,8 tony. Komisja zdecydowała o odbiorze okrętu 30 lipca i tego dnia został on włączony w skład Marynarki Wojennej Imperium Rosyjskiego. Został on przydzielony do XIII Dywizjonu, dowodzonego przez komandora Kławdija Walentinowicza Szewielowa. W skład dywizjonu wchodziły oprócz „Awtroiła” również niszczyciele „Gawriił” i „Konstantin”. Okręty prawie codziennie wychodziły w morze. Niedługo po dołączeniu „Awtroiła” dywizjon został przebazowany do Kuivastu, bądź Arensburga w archipelagu Wysp Moonsundzkich.

#### Obrona Wysp Moonsundzkich
Inwazja Cesarstwa Niemieckiego na Wyspy Monsundzkie rozpoczęła się 29 września?/12 października 1917 roku. O 8:00 Szewielow otrzymał informacje o niemieckim desancie i ogłosił alarm w dywizjonie. Następnego dnia o świcie „Awtroił” opuścił Arensburg i udał się wraz z „Lejtienantem Iljinem” na rozpoznanie Zatoki Ryskiej, w kierunku wyspy Ruhnu i Przylądka Kolka. Okręty nie wykryły sił morskich nieprzyjaciela, zostały jednak zaatakowane przez dwa samoloty. Nim niemieckie maszyny zostały odegnane, zdołały lekko uszkodzić „Lejtienanta Iljina”. Okręty powróciły do bazy o godzinie 11:15. Przewidując nieuchronną utratę miasta komandor Aleksandr Zielenoj nakazał ewakuację. Na okręty zabrano około 300 wojskowych stacjonujących na lądzie, po czym o godzinie 16 opuszczono i ostrzelano miasto. Siły przebazowano do Kuivastu.
Na rozkaz wiceadmirała Mikołaja Bachiriewa XIII Dywizjon („Awtroił”, „Gawriił” i „Iziasław”) miał 1 listopada patrolować Cieśninę Irbeńską. Zespół wyruszył o godzinie 10:21 w stronę Przylądka Kolka, przepływając obok wyspy Abro. W trakcie rozpoznania napotkał jedynie wrogie samoloty. W drodze powrotnej dywizjon otrzymał rozkaz udzielenia pomocy okrętom walczącym w basenie Kassari. Rozkaz nadszedł jednak zbyt późno i niszczyciele przybyły na miejsce już po bitwie. Kolejnego dnia „Awtroił” w towarzystwie „Iziasława” wyruszył na ponowne rozpoznanie Cieśniny Irbeńskiej. W warunkach słabej widoczności zespół natknął się na brytyjski okręt podwodny S-32. Komandor porucznik Daragan wziął jednostkę za okręt niemiecki i wydał rozkaz ataku artyleryjskiego. Załoga „Iziasława”, która dostrzegła podniesioną brytyjską banderę weszła w linię strzału „Awtroiła”, zanim załogi artyleryjskie zdążyły zmienić amunicję na nurkującą. Dalsza część misji przebiegła bez incydentów.
Ostatnim dniem operacji był dla „Awtroiła” 3 października?/16 października. O godzinie 12:40 Szewielow zdecydował się przeprowadzić rozpoznanie Zatoki Kassarskiej opanowanej przez nieprzyjaciela i przeciwdziałać desantowi na wyspę Moon. Wysłał tam niszczyciele wchodzące w skład V, XI, XII i XIII Dywizjonu oraz kanonierki. Siły nieprzyjaciela dostrzeżono o godzinie 13:50. Zespół niemiecki składał się z 12 niszczycieli oraz transportowca, który przeprowadzał desant na Ozylię. Szewielow rozkazał kanonierkom zaatakować transportowiec, sam zaś, z uwagi na wąski akwen, ruszył na czele XIII Dywizjonu w stronę wroga. Reszta sił rosyjskich miała pozostać w rezerwie. O 14:14 rosyjskie okręty rozpoczęły ostrzał artyleryjski, co spowodowało reakcję niszczycieli Kaiserliche Marine. Atakujący dywizjon w celu ominięcia mielizny i niemieckich pocisków wykonał o 14:20 zwrot o około 90 stopni (8 rumbów) w lewo. Wtedy też niemieckie działa kalibru 88 mm nakryły „Awtroiła”. Dwa z trafień miały miejsce na pokładzie dziobowym, zaś trzeci pocisk przebił rufową część kadłuba i uszkodził zbiornik paliwa. Okręty wyszły ze strefy ostrzału o 14:30. Ponieważ „Iziasław” zahaczył śrubą o dno, Szewielow zdecydował się odesłać go do remontu, sam zaś przeniósł się na zostawiającego ślad ropy „Awtroiła”. Z nowego flagowego okrętu na „Iziasława” ewakuowano 8 marynarzy i oficera, rannych w wyniku ostrzału (stan jednego z palaczy wymagał przeprowadzenia na okręcie trepanacji czaszki). Kadłub „Awtroiła” został tymczasowo uszczelniony, po czym okręt udał się do Kuivastu. Następnego dnia Bachiriew wydał zgodę, by „Awtroił” udał się wraz z „Iziasławem” na remont do Helsingforsu, co zakończyło jego udział w operacji.

#### Rewolucja październikowa
Najsilniejszą pozycję wśród załogi „Awtroiła” uzyskali eserowcy i mienszewicy. Również komórka bolszewików zyskała duże wpływy – największe spośród analogicznych komórek na pozostałych okrętach dywizjonu. W związku z tym załoga niszczyciela 25 października?/7 listopada 1917 roku poparła przewrót październikowy przeprowadzony przez partię Lenina. Wraz z załogami pozostałych okrętów Dywizji Torpedowej marynarze „Awtroiła” utworzyli pułk, który został wyokrętowany w Helsingforsie, gdzie okręty stacjonowały.
Następstwem przewrotu były masowe ucieczki kadry oficerskiej z okrętów opanowanych przez załogi. Szczególnie silnie dotknęło to „Awtroiła”: w ciągu pół roku okręt opuścili wszyscy oficerowie. Sytuację na okręcie starano się naprawić poprzez rekrutację i awansowanie do oficerskich stopni obecnych podoficerów i marynarzy. Tych ostatnich jednak również ubywało – według raportu przeprowadzonego z 29 kwietnia 1918 roku na okręcie pełniło służbę 7 oficerów i 87 marynarzy, czyli około połowa przewidzianego etatu. Przyczyną spadku liczebności załogi było formowanie z marynarzy, jako osób najbardziej uświadomionych politycznie, oddziałów do walki z kontrrewolucją. Niewiele pomogło okrętowanie robotników ewakuowanych z Rewla i Helsingforsu. Wszystko to skutkowało złym przygotowaniem bojowym okrętu.

#### Pokój brzeski
Traktat brzeski, podpisany 3 marca 1918 roku, kończył wojnę Rosji z państwami centralnymi. Jednym z warunków porozumienia było opuszczenie przez rosyjskie siły morskie portów w Finlandii i Estonii. Przeszkodą w wykonaniu postanowień był lód pokrywający Zatokę Fińską, jednak wobec zbliżających się do Helsingforsu wojsk niemiecko-fińskich przyśpieszono przebazowanie jednostek. „Awtroił” wszedł w skład piątego zespołu (12 niszczycieli i około 19 transportowców), który wyruszył do Kronsztadu 10 kwietnia o godzinie 16. Ze względu na pokrycie morza lodem (70–80 cm) okręty musiały być co chwilę wspomagane przez lodołamacze. W trakcie przeprawy „Awtroił” wpadł w torosy lodowe, co zaowocowało poważnymi uszkodzeniami. W wyniku złamania stewy dziobowej i wygięcia stalowych listew na linii wodnej, kadłub okrętu zaczął nabierać wody. Sytuację uratowały działania załogi, jednak dalszą drogę do Kronsztadu okręt przebył ciągnięty przez holownik „Ogon”. Do portu dotarł 19 kwietnia.
Niszczyciel przeszedł remont, który zakończono w maju. W tym czasie w Dywizji Torpedowej panował chaos polityczny. Załogi podjęły 11 maja rezolucję o przejęciu władzy przez „Morską Dyktaturę Floty Bałtyckiej”, która miała zorganizować obronę Piotrogrodu. Pomysł nie spodobał się bolszewikom, którzy po aresztowaniu dowódcy dywizji A. Szczastnego (rozstrzelano go za kontrrewolucję), rozpoczęli agitację na rzecz oficjalnego stanowiska władz. Taką też rezolucję podjęli przedstawiciele okrętów Floty Bałtyckiej, wśród nich delegat z „Awtroiła” S. Kara. Dywizja Torpedowa została przekształcona w Dywizję Torpedową sił Newy i jeziora Ładogi, opisywany okręt znalazł się w III Dywizjonie. Do końca pierwszej wojny światowej niszczyciel pozostał bezczynny, zaś marynarzy wysyłano na lądowe fronty wojny domowej. Zgodnie z rozkazem numer 557 z 7 września – „Awtroił” wszedł w skład trzeciego dywizjonu DOT (ros. Действующий отряд кораблей) – floty czynnej złożonej z okrętów sprawnych technicznie.
„Awtroił” i „Azard” zostały 5 listopada 1918 roku postawione w stan gotowości w związku ze spodziewanym w ciągu dwóch dni buntem eserowców. W przypadku wybuchu powstania, miały one przejść do Szlisselburga, ostatecznie jednak nie musiały podejmować żadnej akcji.

### Walka z Estończykami i interwencją brytyjską
Po kapitulacji Niemiec bolszewicy starali się zająć ziemie, których zrzekli się w ramach pokoju brzeskiego, w tym również tereny zamieszkane przez Estończyków. Estońskie siły narodowe planowały jednak przyszłość Estonii jako niepodległego państwa i rozpoczęły zbrojny opór przeciw bolszewickiej inwazji. Początkowo bolszewicy wykorzystywali aktywnie swoją marynarkę wojenną do akcji desantowych i minowych, później jednak, ze względu na pojawienie się na Bałtyku eskadry Royal Navy inicjatywa przeszła w ręce Estończyków .

#### Operacja desantowa w Hungerburgu
Aby wesprzeć siły lądowe 7 Armii w ataku na Narwę zdecydowano się przeprowadzić operację desantową w Zatoce Narewskiej. W tym celu, 22 listopada 1918 roku, siły DOT zostały podporządkowane 7 Armii. „Awtroił” wraz z „Azardem” przeprowadziły 26 listopada patrol rozpoznawczy, po którym niszczyciel rozpoczął uzupełnianie zapasów. Następnego dnia dowództwo wydało rozkaz dokonania desantu. Zespół dowodzony był przez kapitana A. W. Sałtanowa – dowódcę krążownika „Oleg”. Wspierać miały go niszczyciele „Mietkij” i „Awtroił”, zaś desant przeprowadzić miały transportowce „Ilza”, „Krasnyj Pachar” i „Rewolucija”. Za rozpoznanie sił przeciwnika odpowiadał okręt podwodny „Tur”. „Awtroił” miał wzmocnić zespół po zakończeniu uzupełniania zapasów, jednak opóźnienia w realizacji tego zadania zaniepokoiły Sałtanowa. Przekazał on niszczycielowi o 12:40 radiogram, który pozostał bez odpowiedzi. Z okrętu przekazano dowódcy zespołu informację o wypłynięciu z portu dopiero 28 listopada o godzinie 7:34. „Awtroił” dotarł do Zatoki Narewskiej 29 listopada, dzień po zajęciu Hungerburga przez oddziały desantowe. Otrzymał on za cel zlikwidowanie artylerii przeciwnika rozlokowanej na wzgórzach przy wsi Vaivara oraz wsparcie ogniowe wojsk lądowych. Po wykonaniu zadania jednostkę skierowano na patrol w rejon Rodskar–Tenskar. Niszczyciel powrócił do Kronsztadu 1 grudnia o godzinie 12:30.

#### Rekonesans i operacja minowa
Kolejnym zadaniem „Awtroiła” było ostrzelanie dróg prowadzących do stacji Soyda oraz rekonesans zatok: Kasperwik (est. Käsmu laht), Monwik (est. Eru laht), Paponwik (est. Hara laht) i Kolkowik (est. Kolga laht). Niszczyciel wypłynął w celu realizacji tych zadań 4 grudnia 1918 roku o godzinie 12:35 w towarzystwie „Azarda”. Już po wyjściu z portu odebrano rozkaz ostrzelania stacji Jevve i Orro. Podczas wspólnej akcji niszczyciele zużyły około 200 pocisków, po czym „Awtroił” udał się na patrol do wskazanych zatok, gdzie spożytkował kolejne 150 sztuk amunicji. Po ostrzelaniu brzegu okręt powrócił do Kronsztadu, gdzie dotarł 7 grudnia. Rezultaty jego działań nie zostały odnotowane przez siły estońskie, co pozwala przypuszczać, iż nie były one zbyt skuteczne. Dzień po powrocie oba Nowiki zostały wysłane w rejon latarni Szepielewskiej w celu postawienia zagrody minowej. Osłaniane przez fort Krasnaja Gorka niszczyciele postawiły łącznie 110 min, czym uzupełniły zagrodę ustawioną tam uprzednio.

#### Przechwycenie przez Royal Navy
Radzieckie opracowania, na które powołują się Kosiarz oraz Baszkirow i współpracownicy, podają, że niszczyciele „Awtroił” i „Spartak” wysłano 25 grudnia 1918 roku do Tallinna w celu ostrzelania znajdujących się tam sił nieprzyjaciela. Następnego dnia niszczyciele te miały napotkać tam jednak krążowniki i niszczyciele Royal Navy. W trakcie odwrotu na obydwu niszczycielach radzieckich miało dojść do awarii, które ograniczyły ich prędkość, w rezultacie po tym, jak okręty brytyjskie doścignęły je i dodatkowo uszkodziły w wyniku ostrzału, obydwa okręty miały się poddać. Tej wersji wydarzeń nie potwierdzają nowsze badania historyków.
„Awtroił” miał wypłynąć w stronę Tallinna po zakończeniu remontu, 26 grudnia 1918 roku. Tego dnia Brytyjczycy przechwycili uwięzionego na mieliźnie „Spartaka” i dokonali na zdobytym okręcie rewizji. Znaleziono liczne dokumenty, z których wynikało, że blisko wyspy Hogland znajdować miał się w tym czasie rosyjski krążownik „Oleg”. W celu jego eliminacji wyruszyły w morze krążowniki HMS „Calypso”, HMS „Caradoc” i niszczyciel HMS „Wakeful”. Inne jednostki Royal Navy pozostały w odwodzie. O godzinie 2:00 w nocy doszło do spotkania między brytyjskimi okrętami a „Awtroiłem”, który płynął z wygaszonymi światłami. Brytyjscy oficerowie sugerowali dowodzącemu operacją komodorowi Thesigerowi atak na samotny niszczyciel, ten jednak obawiał się rosyjskich torped i słabej skuteczności artylerii w warunkach nocnych. Dopiero, gdy po dotarciu do Hoglandu nie odnotowano obecności bolszewickiego krążownika, Thesiger zdecydował się zaatakować wcześniej zignorowany niszczyciel. W tym celu wydał rozkaz wyjścia w morze stacjonującym w Tallinie niszczycielom HMS „Vendetta” i HMS „Vortigern”. Miały one patrolować wejście do Zatoki Fińskiej, podczas gdy okręty zespołu szły w luźnym szyku, tworząc w ten sposób pułapkę na samotną jednostkę.
Jako pierwsza z uczestniczących w obławie jednostek „Awtroiła” dostrzegła „Vendetta”. Miało to miejsce o świcie, w związku z czym odległość między okrętami była niewielka. W polu widzenia Nowika znajdował się również niszczyciel „Vortigern”. W efekcie dowódca Nikołajew wraz z załogą zdecydowali o niepodejmowaniu nierównej walki. Bolszewicki okręt odszedł od nieprzyjaciela z pełną prędkością 32 węzłów. O godzinie 11:00 znalazł się w rejonie latarniowca „Revelstein”. Idący wzdłuż estońskiego brzegu niszczyciel, na wysokości latarni Mohni został ostrzelany przez „Caradoca”, o czym o godzinie 12:25 niszczyciel poinformował bazę radiogramem. „Awtroił” zauważył wrogi krążownik o godzinie 12:30 i zmienił kurs na północny. W efekcie tego manewru został otoczony przez pięć jednostek nieprzyjaciela. O godzinie 12:35 depeszował o obserwacji nieprzyjacielskich jednostek, zaś o 12:48 wysłał ostatnią wiadomość, najprawdopodobniej dotyczącą rozpoznania nieprzyjaciela jako trójmasztowego krążownika. Thesiger po sukcesie poprzedniego dnia liczył, iż tym razem również uda mu się zdobyć sprawną jednostkę, ograniczył więc ostrzał do pojedynczych salw. Możliwe, że jedna z nich zniszczyła stengę, na której przymocowana była antena radiowa, co spowodowało, że okręt stracił łączność z bazą. Okrążony niszczyciel szybko wywiesił białą flagę. „Awtroił” został obsadzony przez załogę pryzową z niszczyciela „Vortigern”.
Aby wyjaśnić przechwycenie obu okrętów Rewolucyjna Rada Wojenna (ros. Революционный Военный Совет) powołała specjalną komisję. Według przedstawionego przez nią sprawozdania, głównymi przyczynami utraty niszczycieli było niewystarczające rozeznanie sił przeciwnika oraz zła organizacja operacji. Rekonesans opierano tylko na pojedynczej misji rozpoznawczej przeprowadzonej przez okręt podwodny „Tur”, w związku z czym nie wiedziano o obecności Royal Navy w Zatoce Fińskiej. Sam plan nie był znany wszystkim dowódcom, a jego twórca Fiodor Raskolnikow przeprowadzał w nim częste zmiany. Zarzucono też, że niszczyciele wyszły w morze bez wystarczającej ilości paliwa – na taki argument powoływali się wzięci do niewoli członkowie załóg, jednak nie jest pewne, czy nie była to tylko wymówka. Późniejsze publikacje jako dodatkowe przyczyny wymieniają zły stan techniczny jednostek, rozpolitykowanie załogi, zdrady carskich oficerów, woluntaryzm i brak doświadczenia Raskolnikowa, czy wreszcie postawę komisarzy.

## Służba w Estonii

### Włączenie w skład floty

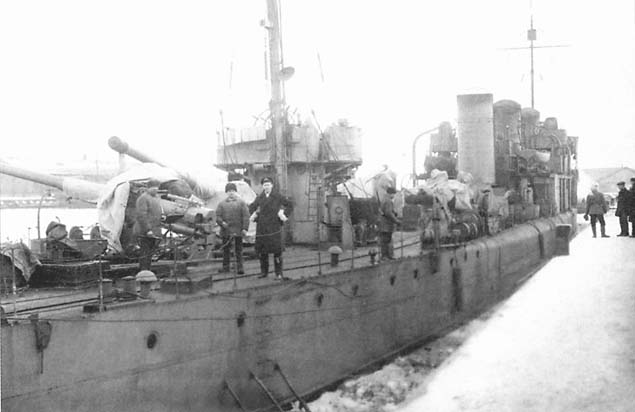
„Awtroił” w dniu przekazania Eesti merejõud. Na pokładzie stoi dowódca okrętu komandor porucznik Georg Weigelin.

Brytyjczycy nie byli początkowo zdecydowani co do przyszłości zdobytych niszczycieli. Przejęciem ich zainteresowani byli biali Rosjanie, ostatecznie jednak zdecydowano o przekazaniu okrętów Estonii. Wcześniej wynieśli oni z jednostek wszystkie wartościowe rzeczy, na przykład pianino z mesy „Awtroiła”, które trafiło na okręt Royal Navy. Uroczyste przekazanie kontrtorpedowców odbyło się 2 stycznia 1919 roku, kiedy to o godzinie 11:00 wywieszono na nich estońską banderę. Nowe okręty zostały zaklasyfikowane jako krążowniki torpedowe est. miiniristlejad. Problemem okazało się wymyślenie nowego imienia dla „Awtroiła” – dowódca marynarki admirał Johan Pitka stwierdził, że nowa nazwa powinna nawiązywać do starej, a nikt nie wiedział co ona oznacza. Przypuszczano, że może chodzić o któregoś z prawosławnych świętych, w związku z czym nadano jednostce imię statku z narodowego eposu Kalevipoeg – „Lennuk”. Statek ten miał być wykonany ze srebra przy pomocy fińskich i norweskich szkutników i miał mieć zdolność unoszenia się nad falami. O zmianie nazwy obwieszczono 4 stycznia, choć już dzień wcześniej gazeta Vaba Maa przekazała nieprawdziwą informację o nadaniu okrętowi nazwy „Uku”.
Brytyjczycy pojmali na „Awtroile” 118 lub 145 ludzi. Od razu aresztowali część załóg obu okrętów. Komisarz polityczny „Awtroiła” Nyniuk, wraz z Raskolnikowem, zostali wywiezieni do Wielkiej Brytanii i wymienieni na 19 brytyjskich jeńców w maju 1919 roku. Oficerom, podoficerom i specjalistom, którzy poddali się na niszczycielach, zaproponowano służbę w Eesti merejõud, na co część z nich przystała. Z załogi „Awtroiła” zachował swoje stanowisko mechanik Ananicz, specjalista torpedowy Lewickij został oficerem torpedowym, zaś dotychczasowy dowódca Nikołajew otrzymał inne stanowisko oficerskie w estońskiej flocie. Łącznie w struktury estońskiej marynarki włączono na tym etapie 30 osób z załóg obu niszczycieli. Pozostałych marynarzy zamknięto w obozie na wyspie Naissaar, gdzie 3 grudnia dokonano selekcji bolszewików. Według relacji świadka A. Konurina Estończycy nakazali wystąpić z szyku wszystkim bolszewikom, a gdy nie spotkało się to z odzewem, zagrozili rozstrzelaniem co piątego z jeńców. Na tę deklarację odpowiedziało piętnastu marynarzy, którzy po przesłuchaniu zostali rozstrzelani. O losie pozostałych jeńców rozstrzygnąć miał trybunał, który rozpoczął pracę pod koniec stycznia. Wydał on łącznie 13 wyroków śmierci, 161 osób skazał na pracę przymusową (9 trzyletnią, a pozostałym do końca wojny), jedną na dozór policyjny, zaś 52 marynarzy uniewinniono. Większość z tych ostatnich przyjęto do służby wojskowej za połowę żołdu. W 1920 roku członkom załóg niszczycieli pozwolono na powrót do Rosji Radzieckiej. Spośród tych, którzy się na to zdecydowali, większość została zamordowana w ramach wielkiej czystki w latach 1937–1939.
Ponieważ „Spartak”, przemianowany później na „Wambolę”, miał przechodzić poważniejszy remont, „Awtroił” 3 stycznia pobrał od niego zapasy. Tego samego dnia na okręcie rozpoczęto niewielkie prace remontowe. Trwały one dwa dni, po których „Lennuk” odbył nocne próby morskie.

### Udział w wojnie o niepodległość Estonii

#### Operacje desantowe
Służbę bojową „Lennuk” rozpoczął rankiem 6 stycznia, tuż po zakończeniu prób. Był to moment przejścia Estończyków do kontrofensywy, po miesięcznym paśmie zwycięstw bolszewików. Jej główny kierunek przebiegał wzdłuż linii kolejowej łączącej Tallin z Narwą. Sukces przyniosło siłom estońskim użycie pociągów pancernych oraz przeprowadzanie desantów na tyłach przeciwnika. W operacjach tych aktywny udział wziął nowy estoński niszczyciel. Okręt (po drodze zabierając na pokład admirała Pitkę) popłynął na wschód i ostrzelał wieś Zitra, po czym, między 12 a 15:20, osłaniał desant przeprowadzany ze statku „Moonsund”. W dniu następnym okręt od 8:00 wspierał ogniem nacierające wojska estońskie oraz fińskich ochotników. Z pokładu „Lennuka” wsparł walczących także desant żołnierzy przeprowadzony przy pomocy dwóch szalup. Kontrtorpedowiec zakończył operację o godzinie 16 i pod wieczór powrócił do Tallinna. Również 8 stycznia niszczyciel osłaniał desant. Tym razem o 7:40 rozpoczął ostrzał miasta Loksa, zużywając 100 pocisków. W akcji wspomagała go kanonierka „Lembit”. Desant zakończył się sukcesem. Kolejna operacja desantowa przeprowadzona miała zostać 10 stycznia w Kundzie. Niszczyciel wrócił się do Tallinna po zapasy i admirała Pitkę. Ostrzał Kundy rozpoczął o godzinie 10:30. W samym desancie wzięło udział 16 członków załogi „Lennuka”, jednak ze względu na mgłę musieli oni o godzinie 17:20 powrócić na pokład. Następnego dnia rano ponowiono, tym razem z powodzeniem, próbę desantu. Zarówno 11, jak i 12 stycznia okręt ostrzeliwał cele lądowe. Rankiem 13 stycznia „Lennuk” udał się w rejon Narwy, gdzie o 9:50 doszło do wymiany ognia pomiędzy okrętem a baterią nadbrzeżną, przy czym niszczyciel ostrzelał również miasto. O godzinie 18:00 okręt powrócił do Kundy.

#### Operacje minowe
„Lennuk” podczas wojny z bolszewikami postawił łącznie trzy zagrody minowe. Przygotowanie do stawiania pierwszej z nich rozpoczął 13 stycznia 1919 roku o godzinie 19. Przeładowanie z barki 50 min trwało do rana następnego dnia. Stawianie min rozpoczęto o 21:30. Zagrodę umieszczono na głębokości 2,4 metra, na północny wschód od wyspy Seskär. Po wykonaniu zadania, 15 stycznia niszczyciel powrócił do Tallina. Tego dnia wymieniono jedno z jego dziobowych dział. Niszczyciel miał postawić kolejną zagrodę, pomiędzy wyspą Seskär a zagrodą stawianą poprzednio. W tym celu, 16 stycznia, zabrał na pokład 50 min. Dodatkowo na pokład przyjęto 80-osobowy oddział desantowy, który pod Kundą przesiadł się na kanonierkę „Lot”. Zagrodę minową na głębokości 2,54 metra postawiono rankiem 17 stycznia.
Trzecią misję minową „Lennuk” rozpoczął znacznie później – 29 kwietnia. Miał on wraz z „Wambolą” postawić zagrodę minową pomiędzy wyspami Hogland i Moszcznyj. Na niszczyciel załadowano 100 min, po czym zespół wyruszył w morze. W nocy, o godzinie 1:35 „Wambola” zderzył się z krą i musiał powrócić do Tallinna. „Lennuk” kontynuował rejs, jednak o 4:15 i on zawrócił. Do Tallinna dotarł około 10 rano. Przerwaną akcję Nowiki wznowiły 6 maja, pod osłoną okrętów Royal Navy. Postawiły łącznie 202 miny na głębokości równej 2,4 metra. Na minach tej zagrody w listopadzie 1919 roku zatonęły radzieckie niszczyciele: „Gawriił”, „Konstantin” i „Swoboda”.

#### Desant pod Utrią

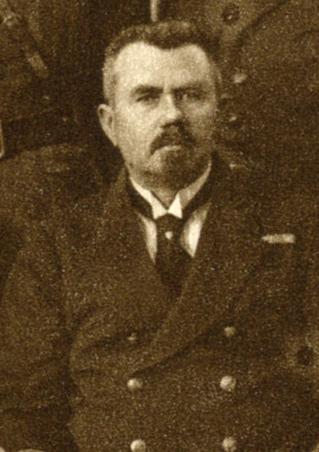
Głównodowodzący Eesti merejõud kontradmirał Johan Pitka często dowodził z pokładu „Lennuka”

Ostatnim punktem oporu bolszewików na północnym wybrzeżu Estonii była Narwa. Pod wpływem sukcesów poprzednich akcji desantowych, podobną operację na większą skalę zdecydowano się przeprowadzić we wsi Utria, w celu zaskoczenia i odcięcia nieprzyjaciela. „Lennuk” wraz z „Lembitem” miał osłaniać desant, do którego przeprowadzenia wyznaczono: kanonierkę „Laene”, kanonierkę pomocniczą „Lot”, bliźniacze trałowce „Kalev” i „Olev”, holownik „Revel”, latarniowiec „Saritshev” i dwie inne małe jednostki. W skład lądujących sił weszło 400 Estończyków i 600 ochotników z Finlandii.
Operacja rozpoczęła się 17 stycznia 1919 roku, kiedy „Lennuk” ostrzelał baterię nieprzyjaciela w Merikiule. Bolszewicy odpowiedzieli strzelając szrapnelami. Pozostałym jednostkom z uwagi na wzburzone morze udało się wysadzić jedynie 200 ludzi. „Lennuk” prowadził ostrzał Narva-Jõesuu, dopóki żołnierze z desantu nie poinformowali go o ucieczce bolszewików z miasteczka. Niszczyciel ostrzelał następnie stację kolejową Korf oraz folwark Laagna. Wieczorem zabrano na pokład 20 rannych.
Sukces operacji wywołał panikę w wojskach bolszewickich broniących Narwy, co doprowadziło do zdobycia miasta 19 stycznia. Tego dnia niszczyciel powrócił w miejsce desantu. Po wystrzeleniu 10 pocisków do celów lądowych w rejonie Narva-Jõesuu został przeholowany do tamtejszego portu. Następnego dnia kontrtorpedowiec powrócił do Tallinna. W porcie zaokrętowano 35 żołnierzy, których niszczyciel dostarczył na wyspę Saaremaa, gdzie mieli spacyfikować tamtejsze powstanie. Druga już w tym miesiącu wymiana działa miała miejsce 21 stycznia. Tego dnia pokład „Lennuka” odwiedzili Johan Pitka i Johan Laidoner.
Niszczyciel raz jeszcze wyruszył w rejon Narwy w nocy 24 stycznia – na miejscu był o 8:20. Około godziny 10 przekazał 16 żołnierzy na pokład „Laene”, o 12 przeprowadził ostrzał wsi Keikela, a o 14 wsi Ilkini. Kolejne wsie okręt ostrzelał już 25 stycznia. Były to Wołkowo, Chorowo i Vyhia. Po wystrzeleniu kilkunastu pocisków powrócił do Tallinna.

#### Wizyty dyplomatyczne
Po aktywnym styczniu, większą część lutego okręt spędził w tallińskim porcie. „Lennuk” uczestniczył 24 lutego w obchodach pierwszej rocznicy ogłoszenia niepodległości Estonii. Jednostkę odwiedzili w tym dniu dowódcy armii i marynarki Johan Laidoner i Johan Pitka oraz oficer z Wielkiej Brytanii, zaś w dniu następnym okręt przyjął delegację Brytyjczyków i Finów. Po tych wizytach, 26 lutego, „Lennuk” wspomagany przez holowniki „Revel” i „Hektor” wyszedł w morze w kierunku Libawy. Tam też 1 marca odbyło się spotkanie, w którym uczestniczyli: Johan Pitka, Rüdiger von der Goltz oraz delegacje rządu Kārlisa Ulmanisa i Royal Navy. Niszczyciel 3 marca powrócił do Tallina.
Po tej wizycie okręt spędził w porcie prawie dwa miesiące. W tym czasie, 16 marca, 50 marynarzy i 6 oficerów z załogi weszło w skład Morskiego Batalionu Desantowego. Po dziesięciu dniach walk na froncie pskowskim 52 członków załogi powróciło na jednostkę.
Kolejnym dyplomatycznym epizodem okrętu były odwiedziny delegacji Stanów Zjednoczonych, która wraz z Johanem Pitką weszła na okręt 16 kwietnia. Osiem dni później na pokładzie „Lennuka” do Libawy wybrali się Johan Pitka oraz przedstawiciele Royal Navy, białych Rosjan oraz Łotwy. Już na miejscu na pokładzie goszczono głównego dowódcę sił Wielkiej Brytanii na Bałtyku, kontradmirała Waltera Cowana. Okręt wraz z zespołem brytyjskim powrócił do Tallinna 27 kwietnia.

#### Pochód na Piotrogród (maj–czerwiec)

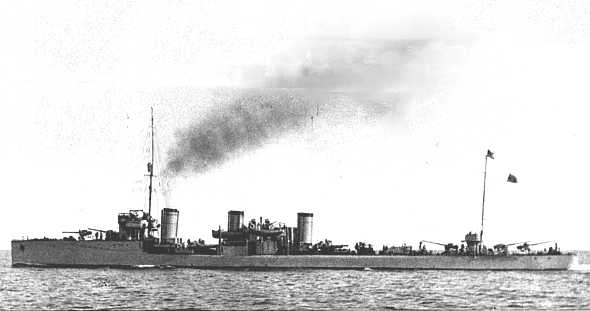
Zdjęcie „Lennuka”

Eesti merejõud aktywnie wspierała działania sojuszniczego Korpusu Północnego mające na celu zdobycie rosyjskiej stolicy. Natarcie białych rozpoczęło się 13 maja. Tego dnia na „Lennuka” zaokrętował się Pitka i jednostka ruszyła na wschód. Następnego dnia, na wysokości Narwy ostrzelała cele lądowe wykorzystując do tego celu 63 pociski. Po 6 pocisków wystrzeliła w Zatoce Koporskiej oraz do Latarni Szepielewskiej. Po tej akcji niszczyciel wycofał się na zachód, do Zatoki Łużskiej, gdzie 15 maja o godzinie 18:16 rozpoczęto operację desantową. Po około dwóch godzinach artyleria okrętowa otworzyła ogień do fabryki szkła w Klejnowie, co z kolei spowodowało wymianę ognia z bolszewicką baterią. Niszczyciel został też zaatakowany działami fortu Sieraja Łoszad', co zmusiło go do odwrotu. Noc spędził zakotwiczony przy wyspie Seskär. Wraz z zespołem Royal Navy 16 maja kontynuował wspieranie wydesantowanych wojsk w Zatoce Łużskiej. Stamtąd ostrzeliwano cele lądowe.
Kolejnym miejscem desantu wojsk była Zatoka Koporska – 17 maja „Lennuk” wraz z dziewięcioma innymi okrętami asystował wojskom wyładowanym na brzeg. Dzień następny poświęcił na uzupełnienie paliwa w Tallinnie, a już 19 maja o 8:00 rano znalazł się ponownie w zatoce. W tym czasie bolszewicy ruszyli do przeciwnatarcia, jednak dzięki współpracy lądowo-morskiej udało się ich odeprzeć i wznowić ofensywę. Okręt przerwał działania bojowe 20 maja, aby ponownie pobrać paliwo – tym razem nie wrócił do portu, ale skorzystał z ładunku brytyjskiego zbiornikowca „Cleopatra”. Okręt działał w Zatoce Koporskiej nieprzerwanie od wieczornych godzin 20 maja do 25, kiedy powrócił do estońskiej stolicy. W tym czasie ostrzeliwał fabrykę szkła i wieś Koporie, na co odpowiadała ogniem Sieraja Łoszad’.
„Lennuk” ponownie pojawił się w Zatoce Koporskiej 7 czerwca. Do tego momentu Johan Pitka nadzorujący operację przebywał na niszczycielu „Wambola”. Niszczyciele zbliżyły się burtami i kontradmirał przeszedł na „Lennuka”. Gdy jednak o 15:22 uruchomiono maszyny, jedna z lin cumowniczych zablokowała lewą śrubę „Wamboli”. Niszczyciel udał się do Tallinna z jedną czynną śrubą, zaś „Lennuk” dołączył do niego 12 czerwca. Około północy okręt próbował zacumować przy burcie „Wamboli”, jednak i tym razem manewr nie przebiegł pomyślnie. Jednostki otarły się o siebie burtami, co spowodowało uszkodzenie trapów i żurawików na „Lennuku”. Okręt musiał oczekiwać na naprawę urządzeń, jednak gdy 25 czerwca zakończono remont i przeprowadzano próby zostały one ponownie uszkodzone. Tym razem żurawików nie można już było naprawić i jednostka musiała przejść na ręczny tryb obsługi szalup.

#### Bitwa o Rygę
W związku z antybolszewickim powstaniem w fortach Krasnaja Gorka i Sieraja Łoszad’, które wybuchło 13 czerwca, dowództwo estońskie uznało, iż wsparcie niszczycieli dla walczących w tym rejonie wojsk nie jest już potrzebne. Okręty zdecydowano się przerzucić na front walki z Landeswehrą. W wyniku zwycięstwa sił estońskich w lądowej bitwie pod Cēsis Landeswehra zaczęła wycofywać się w kierunku Rygi. Aby w pełni wykorzystać uzyskane zwycięstwo Johan Pitka przygotował plan odcięcia Niemców w mieście. Zakładał on, iż okręty zablokują przeciwnikowi dostęp do miejskich mostów na Dźwinie, co też spowoduje zagładę Landeswehry.
„Lennuk” wyszedł z portu w Tallinie wieczorem 29 czerwca. O 9:00 dnia następnego okręt wszedł w skład zespołu okrętów przeznaczonych do wykonania tego planu, razem z „Wambolą”, „Lembitem”, „Olewem” i „Kalewem”. O 12:45 zespół dołączył do kanonierki „Tasuja” przebywającej przy ujściu Gauji i rzucił kotwice. Został wykryty przez cztery niemieckie samoloty, które jednak nie podjęły walki. Zgrupowanie wyruszyło do ujścia Dźwiny, gdzie dotarło o 13:45. Trałowce „Olew” i „Sulew” oczyszczały rzekę z min. Za nimi podążały kontrtorpedowce, zaś pochód zamykały kanonierki. O godzinie 15:00 do okrętów podpłynął holownik „Pernau”, który wziął je za szwedzkie transportowce z żywnością. „Lennuk” wystrzelił do nieznanej jednostki o 15:20, na co holownik zatrzymał się i spuścił szalupę. Musiała ona, wraz z kutrem motorowym „Wamboli”, szybko schronić się za burtą „Lennuka” wobec rozpoczętego ostrzału karabinowego. Ponieważ siły estońskie zmierzające do miasta zostały zatrzymane, okręty rozpoczęły odwrót na pozycje wyjściowe. Wykrycie zespołu przez samolot przeciwnika zaowocowało ostrzałem grupy przez baterię z Mangaļsala, na co odpowiedzieć mógł tylko „Tasuja”. Przed godziną 18 „Lennuk” odłączył się od zespołu. Musiał on wkrótce po tym odegnać samolot przeciwnika ogniem przeciwlotniczym. Około 19:40 wyruszył do ujścia Dźwiny i otworzył ogień do baterii w Mangaļsala, wykorzystując 27 pocisków. Nie był on jednak skuteczny, gdyż po przerwaniu ostrzału bateria odpowiedziała ogniem, oddając 5 wystrzałów.
Następnego dnia w stronę Rygi udały się tylko „Lennuk” i „Tasuja”. Niszczyciel ostrzelał rano folwark Carnikowa, zaś wieczorem, około godziny 20:40, odpowiedział na ogień baterii z Mangaļsala wystrzeliwując 31 pocisków.
Cały zespół brał udział w działaniach w ujściu Dźwiny 2 lipca. Tuż po godzinie 4 „Lennuk” ostrzelał Mangaļsalę kilkoma pociskami. Sama bateria odezwała się o godzinie 6:25, na co jednostki estońskie odpowiedziały ogniem na dystans 6,5 kilometra. Dziesięć minut później rozpoczęły ostrzał pozycji karabinów maszynowych, a następnie okrętów nieprzyjaciela, które znajdowały się na rzece. Około 9 niszczyciele otworzyły ogień do dwóch niemieckich samolotów, które zaatakowały kanonierkę „Lembit”. Podobna sytuacja powtórzyła się około godziny 15:50, jednak tym razem lotnicy zostali zmuszeni do ucieczki przed przystąpieniem do ataku. Ostatni raz dwa strzały w stronę „Lennuka” padły o godzinie 17:17. O godzinie 22:55 „Lennuk” pobrał od wracającego do Tallinna „Wamboli” część zapasów paliwa.
Ostatniego dnia operacji – 3 lipca – „Lennuk” o godzinie 11 ostrzelał baterię przeciwnika. Dalsze działania przerwano ze względu na podpisanie zawieszenia broni z bałtycką Landeswehrą – informacja ta została przekazana na okręt telegramem, który otrzymano o 11:45. Po południu okręt wyruszył do estońskiej stolicy, gdzie dotarł 4 lipca. Reprezentacja załogi okrętu brała 13 lipca udział w paradzie marynarki na Vabaduse väljak w Tallinie, gdzie świętowano zdobycie Rygi.

#### Pochód na Piotrogród (lipiec–październik)
Po epizodzie w Zatoce Ryskiej okręty estońskie powróciły do działań wspierających ofensywę białych na Piotrogród. „Lennuk” do akcji wyszedł 16 lipca, jako flagowy okręt Pitki. Po nocy spędzonej na redzie w Narwie-Jõesuu niszczyciel dotarł do Zatoki Koporskiej. Na wodach zatoki współdziałał z brytyjskimi okrętami podwodnymi „E 39” i „L 12” oraz torpedowcem „C 10”. Między godziną 7:00 od 10:00 sześciu marynarzy z załogi jednostki przeprowadziło rekonesans brzegu. Około godziny po ich powrocie na ląd zszedł kontradmirał Pitka. Kontrtorpedowiec powrócił do Tallinna o 22.
Podczas pobytu w porcie, 23 lipca, zdjęto z okrętu działo przeciwlotnicze Vickersa. Następnego dnia doszło do kolizji niszczyciela z holownikiem „Wrangel”. Uszkodzenie burty nie przeszkodziło w odwiedzinach francuskiego admirała, goszczonego na okręcie przez Pitkę. W nocy z 27 na 28 lipca niszczyciel wyruszył w jednodniowy rejs w kierunku wschodnim, w czasie którego przez cztery godziny holował parowiec „Vasa”.
Do działań wojennych „Lennuk” powrócił 2 sierpnia. Tego dnia dotarł on do Zatoki Łużskiej, zaś 3 sierpnia wspomagał „Wambolę” w patrolu na wodach Zatoki Koporskiej. „Lennuk” pełnił służbę w pobliżu frontu do końca miesiąca, czasami tylko wracając do stolicy. Do ważnego wydarzenia doszło 31 sierpnia, gdy niszczyciel znajdował się na wodach Zatoki Koporskiej. Radiotelegrafistom wchodzącym w skład załogi „Lennuka” udało się przechwycić radiogram, w którym Gieorgij Cziczerin przekazywał informacje o rozmowach w sprawie zawieszenia broni. Następnego dnia okręt został nieskutecznie ostrzelany 11 pociskami artylerii bolszewickiej. Inną groźną sytuacją było wejście na mieliznę, do którego doszło 3 września o 3:15. Początkowo okręt nie był w stanie uwolnić środkowej części kadłuba, która ugrzęzła w piasku. Pomogło zmniejszenie obciążenia – gdy kuter i szalupy znalazły się za burtą – udało się przy pełnej mocy wycofać jednostkę z płycizny. Niszczyciel 8 września uzupełnił zapasy z przyholowanej barki, zaś 13 września powrócił do stolicy. Okręt gościł zagranicznych przedstawicieli Litwy i Łotwy, w towarzystwie kontradmirała Pitki i innych estońskich dostojników. Pod koniec miesiąca zajęto się kondycją techniczną „Lennuka”. Najpierw 25 września wymontowane zostało działo, które najprawdopodobniej było niesprawne. Następnego dnia kontrtorpedowiec trafił do stoczni Noblessner. Tam 28 września rozpoczęto przegląd jednostki, podczas którego nie dopatrzono się żadnych poważnych defektów. Ponowne wodowanie okrętu miało miejsce 3 października.
Kolejny raz niszczyciel wyruszył do akcji 12 października. Wraz z okrętami estońskimi i brytyjskimi 14 października uczestniczył w ostrzale rejonu Kaliszcze-Ustie, który rozpoczęto o godzinie 8 rano. Większość jednostek wycofała się o godzinie 12:50, ze względu na coraz celniejszy ogień prowadzony z fortu Krasnaja Gorka. „Lennuk” zareagował jednak odmiennie – wyruszył w stronę brzegu z najwyższą możliwą prędkością. Rozpoczął też ostrzeliwanie pozycji nieprzyjaciela w Ustie, gdzie znajdowała się bateria kalibru 152 milimetry. Ponieważ bolszewicy zobaczyli, iż okręty estońsko-brytyjskie odchodzą, zaprzestali ostrzału z baterii, co z kolei na niszczycielu uznano za zniszczenie jej własnym ogniem. W rzeczywistości bateria została wysadzona przez bolszewików następnego dnia, podczas wycofywania się przed natarciem Białych. O godzinie 16:20 17 października w rejonie Kaliszcze doszło do kolizji pomiędzy „Lennukiem” a parowcem „Władimir”. W jej wyniku doszło na niszczycielu do przecieku w burtowych zbiornikach paliwa, zerwana została kotwica i uszkodzono elementy śruby. W drugiej połowie października „Lennuk” uzupełnił paliwo w cieśninie Björkösund, 2 listopada znalazł się w Tallinnie.
9 listopada „Lennuk” znalazł się w doku stoczni Noblessner. W trakcie prac remontowych 12 listopada zaginęły kompasy jednostki. Śledztwa prowadzone w celu wykrycia sprawcy najprawdopodobniej nie przyniosły rezultatów, jednak 17 listopada kontradmirał Pitka karnie aresztował całą załogę niszczyciela (areszt anulował nazajutrz). Prace nad okrętem kontynuowano do końca roku, poza remontem został on również odmalowany. W stoczni też 3 stycznia 1920 roku zastało okręt zawieszenie broni.

### W czasie pokoju

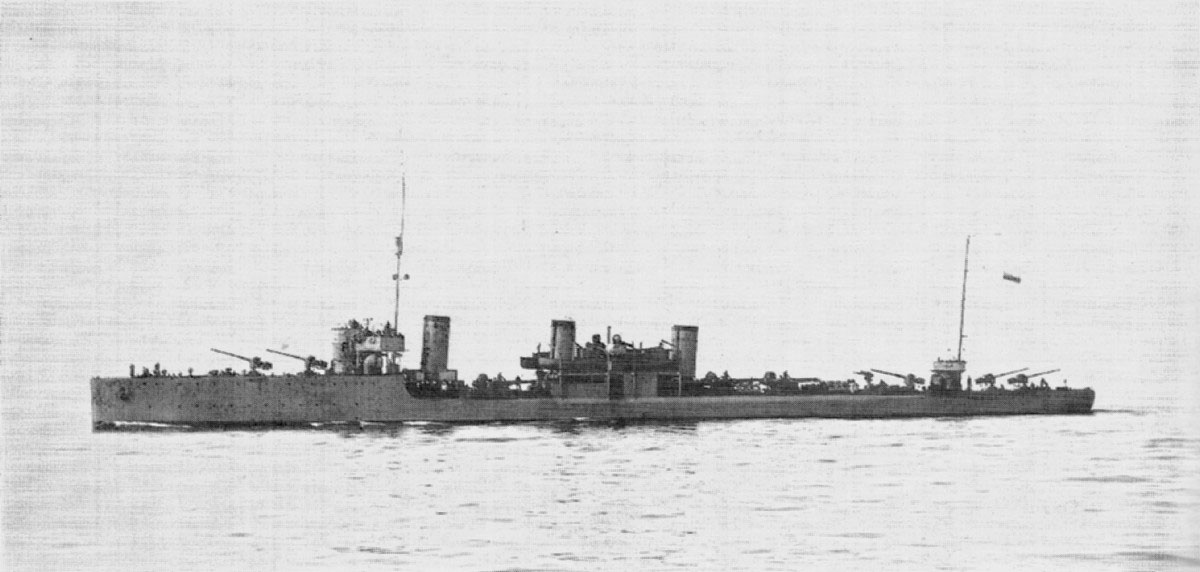
Zdjęcie „Lennuka” z 1924 roku

Po zakończeniu wojny rozpoczęto demobilizację. Rozporządzenie wydano 10 lutego 1920 roku, zaś na „Lennuku” została ona przeprowadzona między 21 marca a 7 maja. Obsada okrętu została zredukowana ze 180 do 100 członków załogi. W ciągu pierwszych dwóch powojennych lat nie przeprowadzano na okręcie ćwiczeń bojowych. Odbyły się one dopiero w 1922 roku, po czym kontynuowano je corocznie latem.
Swoje podróże zagraniczne „Lennuk” rozpoczął od Finlandii. Pierwsza z nich miała miejsce 15 grudnia 1920 roku, jej celem było przewiezienie z Helsinek do Tallina trumny z ciałem rozstrzelanego przez Niemców Jüriego Vilmsa. W trakcie rejsu na pokładzie okrętu przebywali, między innymi, ojciec estońskiego działacza niepodległościowego oraz minister spraw zagranicznych Estonii Otto Strandman. Trumna została umieszczona na pokładzie o godzinie 13, zaś następnego dnia o godzinie 10 zniesiono ją w tallińskim porcie, skąd wyruszyła procesja żałobna. Do tego czasu pełnili przy niej wartę honorową kadeci.
Druga okazja do odwiedzenia Helsinek nadarzyła się 27 maja 1923 roku, kiedy to niszczyciel wraz z „Wambolą” i statkiem „Kungla” reprezentował estońską marynarkę wojenną na paradzie zorganizowanej z okazji odsłonięcia pomnika fińskich ochotników w estońskiej wojnie o niepodległość.
„Lennuk” odbył także rejs do Szwecji: w sierpniu 1928 roku wraz z „Wambolą” przewiózł tam Jaana Tõnissona, pełniącego funkcję starszego państwa.
Okręt dwukrotnie odwiedzał Łotwę. W 1929 roku odbyła się oficjalna podróż do Libawy. Zespół okrętów prócz „Lennuka” (na którym płynął dowódca Eesti merejõud – Herman Salza) tworzyły „Wambola” i torpedowiec „Sulev”. Wizyta trwała od 4 do 8 sierpnia, zaś 9 sierpnia okręt odwiedził Rygę, gdzie doszło do wymiany salutów honorowych. Drugi raz niszczyciel znalazł się w Łotwie 12 czerwca 1931 roku. Reprezentował Estonię na paradzie w Libawie, która odbyła się z okazji dziesięciolecia marynarki wojennej Łotwy.

### Sprzedaż okrętu

#### Negocjacje
Pierwsze oferty zakupu obu estońskich niszczycieli pojawiły się już w 1920 roku. Sprawą zakupu zainteresowana była polska Marynarka Wojenna. Niszczyciele oglądał kapitan marynarki Mieczysław Bereśniewicz, który do Tallinna wyruszył 13 listopada. Ewentualną transakcję  storpedowali jednak Brytyjczycy, którzy byli niechętni wzmacnianiu marynarki polskiej i woleli nakłonić do ich zakupu marynarkę wojenną Finlandii. Sami Finowie nie byli jednak zainteresowani zakupem jednostek i pozostały one na razie w Estonii.
Sprzedaż okrętów zaczęto ponownie rozważać po wybuchu wielkiego kryzysu, kiedy koszty ich utrzymania zaczęły być zbyt wysokie dla niewielkiego państwa. Pierwsze rozmowy przeprowadzono z firmą „Ludwig Bing u.Ko” w sierpniu 1931 roku. Cena proponowana przez stronę estońską wynosiła 2 225 000 estońskich koron. Zrezygnowano jednak ze względu na zobowiązania sojusznicze wobec Finlandii, których dotrzymać chciał Herman von Salza. Jedyną możliwością niepomniejszania sojuszniczego potencjału minowego była sprzedaż niszczycieli Finom. Estończycy złożyli im ofertę sprzedaży opiewającą na 1,55 miliona estońskich koron. Finowie byli zainteresowani zakupem, brakowało im bowiem jednostek tej klasy, musieli jednak dać odpowiedź odmowną. Przyczyną był zły stan gospodarki państwa, zaś niewielkie posiadane środki zdecydowano się przeznaczyć na rozbudowę sił powietrznych i lądowych.
Nowi chętni do nabycia okrętów pojawili się w pierwszych miesiącach 1933 roku. Zainteresowanie zakupem wykazały Kolumbia i Peru. Państwa te prowadziły ze sobą wojnę o Leticię – terytorium położone nad Amazonką. Oba państwa pragnęły powiększyć swoje marynarki wojenne, czego jako pierwsza próbowała dokonać Kolumbia. Korzystając z pośrednictwa francuskiego przedsiębiorstwa Aleksandra Kliagina prowadzili oni rozmowy z wieloma europejskimi państwami. O kontaktach z Estończykami doniosła Peruwiańczykom siatka wywiadowcza. W tej sytuacji prezydent Peru Sánchez Cerro nalegał na zakupienie estońskich jednostek, zanim zrobią to Kolumbijczycy. Wstępne rozmowy z Estonią prowadzone były w Brazylii.
Estończycy zdecydowali się na sprzedaż okrętów 5 kwietnia, co też zostało oficjalnie ogłoszone 11 kwietnia 1933 roku. Według komunikatu ministerstwa obrony okręty miały zostać sprzedane na złom za około 50 000 estońskich koron.
Do Estonii zaczęły wpływać liczne oferty zakupu Nowików. Aby nie drażnić Wielkiej Brytanii odrzucono ofertę Republiki Chińskiej, zaś po zweryfikowaniu pozostałych propozycji negocjacje podjęto z pośrednikami Kolumbii i Peru. Ze strony Aleksandra Kliagina rozmowy prowadził W. Gubin. Peruwiańczyków reprezentowała prowadząca już wcześniej pertraktacje z Estonią hamburska firma „Ludwig Bing u.Ko”, z upoważnienia której rozmowy prowadził Dmitrij Lebiediew – były generał carskiej armii i wykładowca tallińskiej szkoły wojskowej. Ze strony estońskiej transakcję negocjował minister obrony August Kerem oraz szef sztabu generalnego Juhan Tõrvand.
Pierwsza oferta Gubina złożona 4 lutego 1933 roku opiewała na kwotę 400 000 dolarów amerykańskich (około 1 492 000 estońskich koron po ówczesnym kursie). Lebiediew zaproponował 375 000 dolarów. W celu określenia dokładnej wartości okrętów Estończycy powołali komisję pod przewodnictwem Paula Gerretsa. W jej skład weszli komandor Wasilij Marson, komandor podporucznik N. Link i kapitan marynarki Johannes Santpank. Rezultatem prac komisji było przedstawione 5 maja zestawienie:
| Element               | Wartość w koronach estońskich | Liczba | Suma wartości w koronach estońskich |
| --------------------- | ----------------------------- | ------ | ----------------------------------- |
| kadłub i siłownia     | 310 000                       | 2      | 620 000                             |
| armata 102 mm         | 55 000                        | 9      | 495 000                             |
| wyrzutnia torpedowa   | 18 333                        | 18     | 330 000                             |
| pozostałe wyposażenie | 110 000                       | –      | 110 000                             |
| Suma                  | –                             | –      | 1 550 000                           |

Mimo iż suma proponowana przez stronę kolumbijską była wyższa, negocjatorzy estońscy skłaniali się do dokonania transakcji z Peruwiańczykami. Uznano, iż propozycja Gubina nie ma pokrycia w rzeczywistości, a jest jedynie fortelem mającym na celu przeszkodzenie Peruwiańczykom we wzmocnieniu ich marynarki wojennej. Konkurencyjna oferta posłużyła jednak do wynegocjowania wyższej ceny za sprzedawane okręty. Kwotę zwiększono początkowo do 387 000 dolarów, zaś w odpowiedzi na kontrpropozycję Gubina opiewającą na 500 000 dolarów została ona ostatecznie podniesiona do 410 000 dolarów amerykańskich. Decyzja o sprzedaży niszczycieli została zatwierdzona przez ministerstwo obrony 29 czerwca. Sfinalizowanie transakcji odbyło się 30 lipca 1933 roku. Wtedy to Estończycy otrzymali sumę 210 000 funtów szterlingów, zaś okręty znalazły się oficjalnie na liście jednostek marynarki wojennej Peru. „Lennuk” otrzymał nazwę „Almirante Guise”, zaś „Wambolę” przemianowano na „Almirante Villar”.

#### Społeczny odbiór transakcji
Estończycy poznali pierwsze szczegóły umowy 9 lipca, gdy gazety estońskie podały informacje o sprzedaży okrętów za 2 500 000 koron estońskich. Kwota ta wywołała oburzenie w społeczeństwie, temat podjęła też opozycja, która żądała dwukrotnego podniesienia kwoty transakcji. Śledztwo wszczęła też wojskowa prokuratura. Mimo iż dochodzenia nie wykazały nieprawidłowości, sprawa ciągle wywoływała wzburzenie opinii publicznej. Transakcja wywołała ostre spory podczas debaty parlamentarnej 19 grudnia. W roku 1934 kontrowersje w tej sprawie jeszcze się powiększyły. Włoski dziennik Il Popolo d’Italia zamieścił informacje na temat transakcji, według których pośrednicząca firma „Ludwig Bing u.Ko” zarobiła na transakcji 340 000 dolarów amerykańskich. Gdy tylko wiadomość ta dotarła do Estonii, przedstawiciel pośredników, Dmitrij Lebiediew uciekł z kraju, został jednak szybko zatrzymany w Rydze za sprawą estońskiej policji. Prowadzący negocjacje generał Juhan Tõrvand utracił w lutym stanowisko w sztabie generalnym, zaś 7 marca, po dotyczącej sprawy debacie parlamentarnej został usunięty z wojska. Został też, wraz z drugim negocjatorem Augustem Keremem, oskarżony o korupcję. Sprawa ciągnęła się wiele miesięcy, jednak 9 grudnia 1934 roku obaj zostali uniewinnieni. Pewne kontrowersje zakup przez pośredników wywołał również w Peru. Szczególnie sprawę sprzedaży okrętów wykorzystali działacze ruchu wabsów, krytykujący na jej przykładzie korupcję systemu parlamentarnego. Afera ta ułatwiła w pewnym stopniu zwycięstwo propozycji zmian konstytucyjnych, która na ich wniosek rozpatrywana była w referendum październikowym 1933 roku.
Estończycy pozyskane środki zainwestowali w dwa okręty podwodne – przyszły typ Kalev. Stały się one nowymi obiektami dumy narodowej, wypełniając tym samym lukę po sprzedanych niszczycielach.

## Służba w Peru

### Podróż do nowej ojczyzny
Kolumbia nie pozostała w tyle za marynarką Peru – zakupiła od Portugalii dwa niszczyciele typu Vouga: „Caldas” i „Antioquia”. Aby zapobiec dotarciu jednostek do brzegów kolumbijskich planowano początkowo wysłać nowe jednostki do patrolowania Morza Karaibskiego z francuskich lub brytyjskich baz zaopatrzeniowych. Planu tego jednak nie zrealizowano.
Samo przeprowadzenie zakupionych Nowików do Ameryki Południowej nie było prostym przedsięwzięciem. Misję tę powierzono komandorowi Tomaso Pisarro, który stanął na czele Zgrupowania Niszczycieli. Do związku tego, oprócz „Almirante Villar” i „Almirante Guise”, dołączył zbiornikowiec „Pariñas”, który miał dowieźć do Estonii załogę i zapasy dla niszczycieli. Szkieletowe załogi dla okrętów sformowano już 3 lipca. „Pariñas” wyruszył z Callao 8 lipca 1933 roku, zaś do portu w Tallinnie dotarł 20 sierpnia. Na jego pokładzie przybyło 14 oficerów i 60 marynarzy. Do tego czasu dokonano przeglądu niszczycieli, a już po przybyciu załogi, 22 sierpnia, przeprowadzono próby jednostek. „Almirante Villar” pokonał w obie strony trasę Tallinn–Paldiski rozwijając maksymalnie prędkość 30,1 węzła. W czasie prób zginął jeden z marynarzy, który utonął po wypadnięciu za burtę. Oficjalne przekazanie okrętów odbyło się 23 sierpnia o godzinie 19:45, zaś podniesienie bandery 24 sierpnia. Okręty miały odbyć podróż do Wielkiej Brytanii z mieszanymi załogami (ze strony estońskiej dołączyło 2 oficerów i 28 marynarzy), dzięki czemu Peruwiańczycy mogli na bieżąco poznawać funkcjonowanie okrętów. Naukę utrudniała bariera językowa – nawet Georgij Miagede, tłumacz wydelegowany przez stronę estońską znał tylko język portugalski.
Okręty, żegnane przez publiczność, opuściły Tallinn 2 września o godzinie 16:00. Przeszły przez Kanał Kiloński i dotarły do angielskiego Gravesend 6 września. Tam swoją podróż zakończyli Estończycy, a ich miejsce zajęli Peruwiańczycy przywiezieni tydzień wcześniej przez transportowiec „Rimac”. Okręty wyruszyły w dalszą drogę 24 września. Sztorm w Zatoce Biskajskiej spowodował awarię w siłowni „Almirante Villar”. Sytuację wykorzystano do przeprowadzenia pokazowego remontu, który wykonano w hiszpańskim porcie Ferrol. Okręty osiągnęły Santa Cruz de Tenerife 17 października, zaś po dotarciu do São Vicente zespół otrzymał nowe wytyczne. Zamiast na peruwiańskie wybrzeże, okręty miały udać się do Iquitos, aby wesprzeć operującą tam kanonierkę „Lima” i torpedowiec „Tennente Rodriguez”. W trakcie rejsu do brazylijskiego Belém odnaleziono na jednostkach sześciu nielegalnych pasażerów, których wysadzono po dotarciu do portu 9 listopada. W rejs w górę Amazonki okręty wyruszyły 21 grudnia wraz z parowcem „Perene”, zaś swój punkt docelowy osiągnęły 3 stycznia 1934 roku. W tym czasie trwały już rokowania pokojowe pomiędzy Peru a Kolumbią, które zakończyły się 24 maja przekazaniem Leticii pod mandat Ligi Narodów. W tych okolicznościach niszczyciele mogły udać się do głównego peruwiańskiego portu – Callao. Okręty wyruszyły do Belém, stamtąd skierowały się do Port-of-Spain, a następnie do Fort-de-France, gdzie przeszły remont podwodnej części kadłuba. Zespół przepłynął Kanał Panamski, 2 lipca uzupełnił paliwo w Talara, by 3 dni później zakończyć swoją podróż w punkcie docelowym. Podczas rejsu ujawnił się główny problem niszczycieli – brak komory chłodzącej i słaba wentylacja, które nie przeszkadzały w pierwotnych warunkach klimatycznych służby – ale ogólna opinia o nowych nabytkach była pozytywna.

### Wojna i pokój

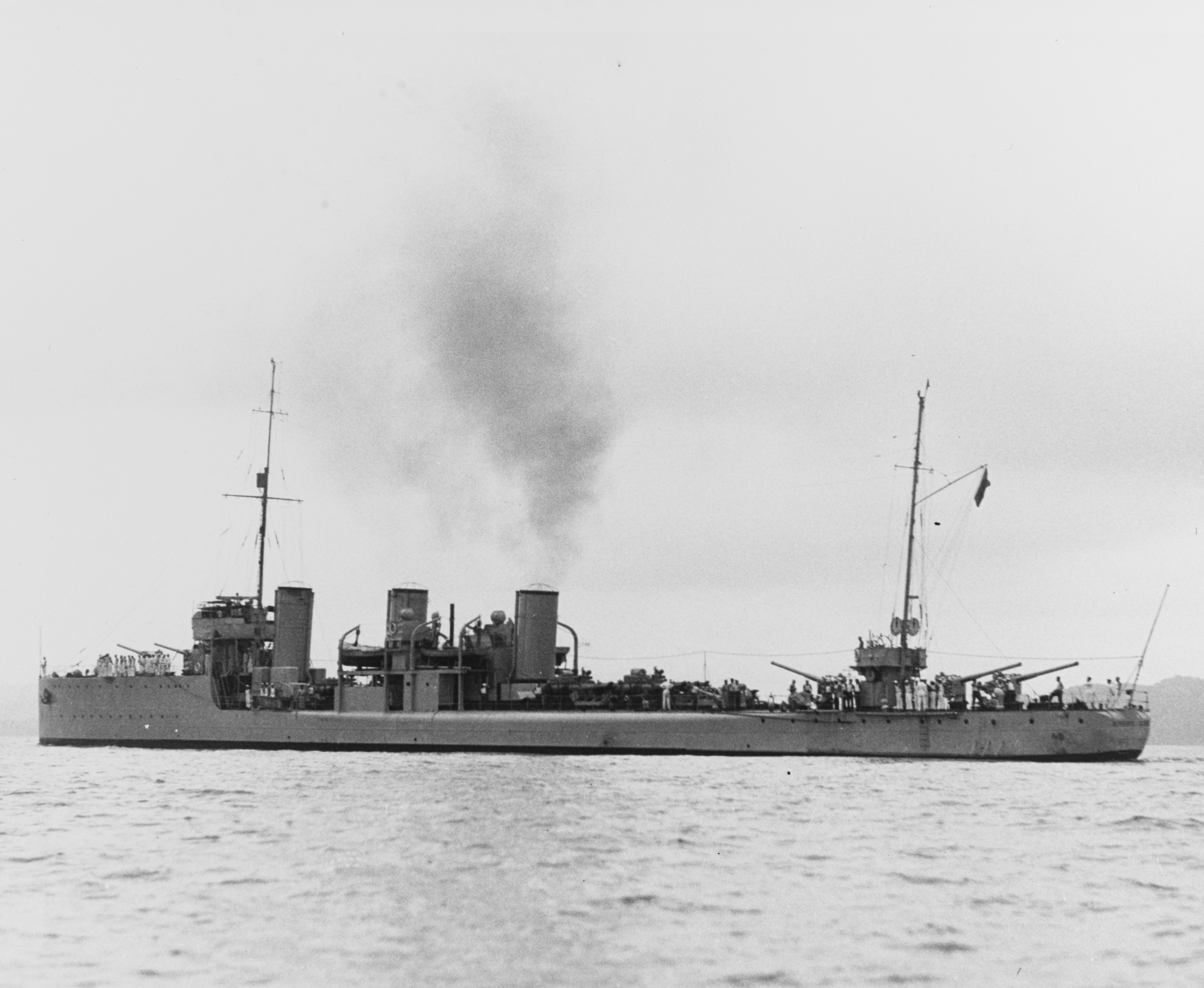
„Almirante Guise” w 1934 roku

W 1935 roku, między styczniem a marcem, zespół okrętów w składzie „Almirante Guise”, „Almirante Villar”, „Almirante Grau”, „Rimac”, „R-3” i „R-4” odwiedził 9 peruwiańskich portów. W 1936 roku niszczyciele wraz z „Almirante Grau” i „Pariñas” przeszły remont w Panamie. W 1937 roku wykonano rejs szkoleniowy do chilijskiego Talcahuano, gdzie dokonano konserwacji podwodnej części kadłuba. W roku 1938 aktywność niszczycieli ograniczyła się do rejsu do Talara, odbytego w ciągu pierwszych dwóch miesięcy. W 1940 Nowiki, razem z „Almirante Grau” i „Coronelem Bolognesim”, odwiedziły 10 peruwiańskich portów. Przez większość tych lat okręty uczestniczyły w ćwiczeniach strzeleckich, które najczęściej odbywały się w Zatoce Guayaquil.
W 1941 roku Peru znalazło się w stanie wojny z Ekwadorem. Ze względu na znaczną przewagę nad marynarką wojenną przeciwnika, dowództwo peruwiańskie postanowiło aktywnie wykorzystać posiadane okręty. „Almirante Villar” stoczył 25 lipca nierozstrzygniętą potyczkę z ekwadorską kanonierką „Abdon Calderon” w okolicach północnego krańca Archipelagu Jambelí. Następnego dnia w ten rejon został wysłany „Almirante Guise”, miał on wykonać ostrzał miejscowości Puerto Bolivar, co też uczynił 27 lipca rano. Pomiędzy 30 lipca a 18 września 1941 roku niszczyciel uczestniczył wraz z innymi peruwiańskimi okrętami w patrolach przygranicznych wód od Talara na południu, do północnego krańca Archipelagu Jambelí. Udział w kampanii „Almirante Guise” zakończył pod koniec września, do Callao powrócił 30 września.
Ponieważ Peru wypowiedziało wojnę państwom Osi, marynarka wojenna otrzymała zadanie patrolowania północnego wybrzeża państwa. Uczestniczył w nim również „Almirante Guise”, który został pomalowany dwoma odcieniami szarej farby, co miało wywoływać wrażenie większych rozmiarów jednostki. W 1944 roku zadanie to przejęły ścigacze okrętów podwodnych sprowadzone ze Stanów Zjednoczonych, co pozwoliło na istotne zmniejszenie kosztów operacji.
W 1945 roku „Almirante Guise” przeszedł pomyślnie dwa przeglądy, jednak już w 1947 roku wymontowano z niego uzbrojenie i pozostałe wyposażenie. W maju 1949 roku został zakwalifikowany jako nieprzydatny, po czym jego kadłub sprzedano na złom za 225 000 soli. Rozbiórkę okrętu częściowo wykonano na wyspie San Lorenzo, po czym jego resztki zatopiono. Zostały one podniesione z dna w 1959 roku i odstawione na złom przez holownik „Selendon”.

## Upamiętnienie
Władze Estońskiej SRR 11 grudnia 1940 roku zdecydowały się upamiętnić członków załóg „Spartaka” i „Awtroiła” rozstrzelanych przez Estończyków na wyspie Naissaar. Wspominać miał ich napis na pomniku:

Tu spoczywają szczątki 36 marynarzy z niszczycieli Spartak i Awtroił, barbarzyńsko rozstrzelanych na wyspie Nargån w dniach 3–5 lutego 1919 roku.

Szczątki marynarzy zostały ekshumowane i przeniesione do Tallinna, gdzie uroczyście pochowano ich na wzgórzu Maarjamäe, w miejscu, które po 1975 roku stało się częścią większego kompleksu pomnikowego upamiętniającego estońskich bolszewików. W rzeczywistości Estończycy zabili 27 marynarzy, w związku z czym część trumien wypełniono w zastępstwie drewnem.

## Dowódcy „Awtroiła”
| Stopień               | Imię i nazwisko             | Data mianowania  |       |       |       |
| Rosja                 | Rosja                       | Rosja            | Rosja | Rosja | Rosja |
| --------------------- | --------------------------- | ---------------- | ----- | ----- | ----- |
| komandor porucznik    | D.I. Daragan                | sierpień 1917    |       |       |       |
| ?                     | Alzenger                    | lipiec 1918      |       |       |       |
| ?                     | W.A. Nikołajew              | listopad 1918    |       |       |       |
| Estonia               |                             |                  |       |       |       |
| komandor porucznik    | Georg Wejgelin              | grudzień 1918    |       |       |       |
| porucznik             | Artur Weinberg              | lipiec 1919      |       |       |       |
| porucznik             | Valentin Gren               | wrzesień 1919    |       |       |       |
| kapitan               | Tiido Kraus                 | lipiec 1922      |       |       |       |
| komandor porucznik    | Rudolf Borgmann             | styczeń 1923     |       |       |       |
| komandor podporucznik | Andrei Erikson              | lipiec 1927      |       |       |       |
| komandor porucznik    | R. Linnuste                 | marzec 1928      |       |       |       |
| komandor porucznik    | Vassili Martson             | wrzesień 1929    |       |       |       |
| komandor porucznik    | Eustaatius Miido            | marzec 1932      |       |       |       |
| Peru                  |                             |                  |       |       |       |
| komandor porucznik    | Federico Diaz Dulanto       | lipiec 1933      |       |       |       |
| komandor podporucznik | Pedro Mazuré Alcocér        | luty 1936        |       |       |       |
| komandor porucznik    | Heriberto Maguiña Suero     | lipiec 1936      |       |       |       |
| komandor porucznik    | Guillermo Thornberry        | grudzień 1936    |       |       |       |
| komandor porucznik    | Heriberto Maguiña Suero     | styczeń 1937     |       |       |       |
| komandor porucznik    | Pedro Mazuré Alcocér        | grudzień 1937    |       |       |       |
| komandor porucznik    | Adán Badhan Salazar         | marzec 1938      |       |       |       |
| komandor porucznik    | Guillermo Thornberry Quedas | listopad 1938    |       |       |       |
| komandor porucznik    | Grimaldo Bravo Arenas       | styczeń 1939     |       |       |       |
| komandor porucznik    | Jorge Arbulú Gamarra        | maj 1939         |       |       |       |
| komandor porucznik    | Victor I. Carcelén          | kwiecień 1941    |       |       |       |
| komandor porucznik    | Leonidas Rivadeneira        | luty 1942        |       |       |       |
| komandor              | Aurelio Pedraza Fuller      | wrzesień 1942    |       |       |       |
| komandor porucznik    | Carlos Argumedo Morote      | listopad 1942    |       |       |       |
| komandor porucznik    | Francisco Tudela Salmón     | marzec 1944      |       |       |       |
| komandor podporucznik | Alejandro Martinez Claure   | sierpień 1944    |       |       |       |
| komandor porucznik    | Fernando Sarmiento Calemet  | październik 1944 |       |       |       |